# Сектор Д
Сектор «Д» — оперативний район дій сил АТО влітку 2014 року у Луганській і Донецькій областях повздовж кордону з Росією під час Війни на сході України. Стратегічне значення Сектору «Д» визначалося необхідністю: відновити контроль над кордоном для припинення забезпечення терористичних підрозділів живою силою та технікою з боку Росії; зв'язати боями значні сили терористів на півдні Донецької та Луганської областей для наступного звільнення обласних центрів.

## Перебіг подій
На кінець липня Сектор «Д» налічував вісім опорних пунктів, розташованих між Савур-Могилою, Сніжним і російським кордоном. Від селища Маринівка до Червонопартизанська в Секторі «Д» дислокувалися окремі підрозділи 24-ї, 28-ї, 51-ї, 72-ї механізованих, 79-ї аеромобільної бригад, 3-го полку спецпризначення, частин Національної гвардії та Державної прикордонної служби.
Українські військові підрозділи виявились затиснутими між терористами самопроголошених ДНР та ЛНР з одного боку та російськими військовими частинами з іншого. Складність положення українських підрозділів була зумовлена постійними обстрілами з російської території артилерією, мінометами та системами залпового вогню «Град» за умов неможливості завдати удару у відповідь, за словами Юрія Луценка, «російські міномети і «Гради» відкрито стоять на нульовій позначці держкордону, до них позмінно підвозять курсантів — здають заліки по стрільбам».
7 серпня, після триденних запеклих боїв оточені в районі Червонопартизанська, Довжанського, Дякового угруповання українських військ у складі окремих підрозділів 24-ї, 51-ї і 72-ї механізованих та 79-ї аеромобільної бригад, 3-го полку спецпризначення і Державної прикордонної служби здійснили успішний прорив і вийшли на з'єднання з головними силами українських військ.
Під час боїв за Іловайськ угруповання українських військ із Сектора «Д» здійснювали бойове прикриття з півдня. 24 серпня, в результаті вторгнення та масованого наступу підрозділів російських військ 8-ї, 9-ї мотострілецьких бригад, 98-ї та 106-ї повітряно-десантних дивізій, посилених підрозділами 31-ї десантно-штурмової бригади, українські війська в ході запеклих боїв почали відступ. 25 серпня командний пункт командувача сектором «Д» Петра Литвина потрапив під артналіт, після чого генерал Литвин прибув на КП сектора «Б», де командир батальйону «Дніпро» Юрій Береза ледь не побив генерала, дізнавшись, що той покинув власні війська. Командир сектору «Б» генерал Руслан Хомчак лишився при своєму штабі. Факт втечі генерала Петра Литвина також підтверджує заступник голови Дніпропетровської облдержадміністрації Геннадій Корбан.